# Psychomyia nogradiae
Psychomyia nogradiae är en nattsländeart som beskrevs av Schmid 1997. Psychomyia nogradiae ingår i släktet Psychomyia och familjen tunnelnattsländor. Inga underarter finns listade i Catalogue of Life.